# Chachłuszka
Chachłuszka  – część wsi Agrafinówka w Polsce, położona w województwie podlaskim, w powiecie suwalskim, w gminie Filipów.
Dawniej odrębna wieś i gromada w gminie Kuków, a od 1933 w gminie Filipów.